# 普罗宁农村居民点
普罗宁农村居民点（俄语：Пронинское сельское поселение）是俄罗斯联邦伏尔加格勒州绥拉菲摩维奇区所属的一个农村居民点。其下辖有7个居民点，行政中心为普罗宁。据2016年统计，该农村居民点的人口为1344人。